# NGC 5261
NGC 5261 este o galaxie lenticulară situată în constelația Fecioara. A fost descoperită în 17 aprilie 1830 de către John Herschel. Se află la o distanță de 101,11 megaparseci de Pământ.